# Seznam míst pobytu Henrika Ibsena

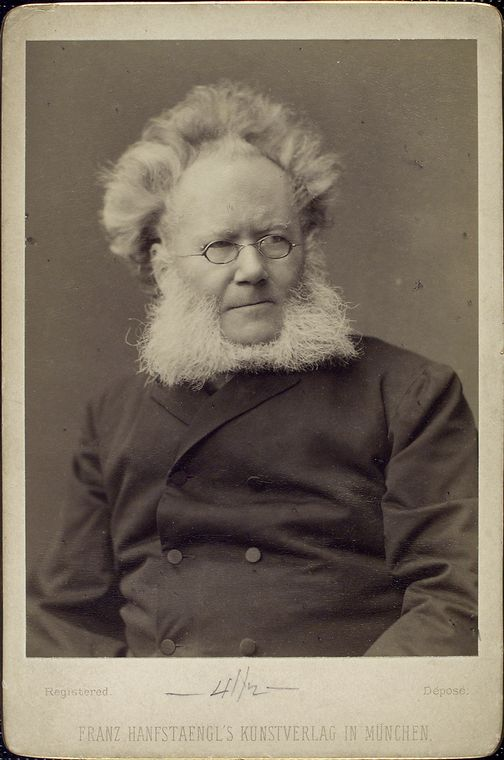
Henrik Ibsen

Skien: 1828–1843, malé město na jihu Norska
Henrik Ibsen se zde narodil a vychodil obecnou školu. Umístil sem dějiště řady několika svých děl. Nakonec musel v patnácti letech odejít z domova, otec už déle nemohl financovat jeho studium. Šel pěšky do městečka Grimstadu, kde se dostal do učení u lékárníka.
Grimstad: 1843–1850, přímořské město, Norsko
Pracoval zde jako pomocník v lékárně. Ze vztahu s lékárníkovou služkou vzešel nemanželský syn. Ibsen se často ve svých hrách zabýval tímto problémem, řešil následky vlastních činů a téma viny. Vznik jeho prvních básní, které téměř všechny později zničil jako bezcenné. Zde také napsal první drama Catilina. 
Kristianie: (název norského hlavního města; do 1877 Christiania, pak Kristiania, od 1924 Oslo) ,1850–1852
Touha po vzdělání vedla Ibsena k samostudiu a ke složení maturity (u závěrečné zkoušky ale propadl z řečtiny a aritmetiky). Na univerzitu se připravoval v pověstné „továrně na studenty“ populárního učitele a vlastence Heltberga.
Zde se seznámil s Bjørnstjerne Bjørnsonem a dalšími kolegy. Se statutem studenta, kterým ovšem není, se Henrik Ibsen protlouká hlavním městem, píše několik her a kritizuje produkci dánského divadla Christiania Theater. Začal vydávat týdeník Andhrimner, ve kterém prosazoval národní a revoluční myšlenky. 
Dánsko, Německo: studijní cesty, 1851
V roce 1851 dostal Ibsen od bergenského divadla tříměsíční stipendium určené k poznání inscenační praxe zahraničních divadel. Dramatik tehdy zamířil do Královského divadla v Kodani a do Zámeckého divadla v Drážďanech. Zde viděl řadu klasických i současných titulů, které měly později vliv na jeho tvorbu. 
Bergen: 1852–1857
Po dvou letech ho Ole Bull, proslulý norský houslista a mecenáš, pozval jako kmenového dramatika (posléze zároveň také jako režiséra, kostýmního výtvarníka, inspicienta a nápovědu) do nově vzniklého (a prvního skutečně norského) divadla Det Norske Theater v Bergenu.
Za pět let neúnavné práce v bergenském divadle vychoval řadu vynikajících herců a sám zde umělecky vyzrál. Roku 1857 vypršela jeho smluvní doba v Bergenu.
Kristianie: 1857–1864
Přesunul se zpět do Kristiánie, kde se stal režisérem a uměleckým ředitelem mladého norského divadla Kristiania Norske Teater. O dva roky později se oženil se Suzannah Thoresenovou a narodil se jim syn Sigurd. Roku 1862 se divadlo muselo zavřít. Ibsen odchází do druhého dánského Christiania Theater. Věnuje se žurnalistice.  Roku 1864 získává státní stipendium a odchází přes Berlín do Itálie.
Evropa: 1864
Při měsíčním pobytu v Kodani a Berlíně zkoumal divadla, muzea a soukromé umělecké sbírky. Na své cestě do Itálie projížděl Rakousko-Uherskem, krátce se zastavil v Praze a ve Vídni. 
Itálie: Z Terstu odjel do Benátek, kde strávil asi šest týdnů. Z Benátek se přesunul do Milána, pak do Janova, parníkem přes Livorno do Civita Vecchia.
Řím: 1864–1867, hlavní město Itálie
Letní měsíce (1864–1866) trávil postupně na těchto místech – v Genazzanu, Ariccii a Frascati. V říjnu, když mu stipendium vypršelo, se rozhodl zůstat v Itálii i nadále, což mu umožnila privátní podpora z domova. V té době za ním přijeli také žena se synem. Ibsenovo více než dvacetileté pobývání za hranicemi Norska je v odborné literatuře dodnes označováno za dobrovolný exil.
Během italského pobytu vznikla hra Brand a dramatická báseň Peer Gynt (1866–1867). Parlament mu přidělil básnický plat a jeho další pobyt v zahraničí podpořil také Fond pro podporu zahraničních cest vědců a umělců. Díky tomu Ibsen navštívil také jižní Itálii a vydal se do Neapole. Na ostrově Ischia strávil celé léto. Průzkum nakonec omezil jen na Sorrento a Pompeje.
Německo: 1867
Ibsen zamířil zpátky do Německa. Cestoval přes Florencii, Benátky a Veronu. Poté pokračoval do Salcburku a následující léto strávil v Tyrolích, které se posléze staly jeho dalším oblíbeným místem pro trávení letních měsíců. Na podzim putoval přes Mnichov, kde zkoumal místní bohaté umělecké sbírky, do Drážďan. Zde se usadil na příštích sedm let. 
Švédsko, Stockholm: 1869
Díky své účasti na setkání akademiků, kvůli severskému pravopisu, se Ibsen setkal s králem Karlem XV. Ten ho pasoval na rytíře Vasova řádu a zároveň ho jmenoval jedním ze dvou norských vyslanců, kteří měli být přítomni slavnostnímu otevření Suezského průplavu.
Afrika: 
Ibsen díky této cestě navštívil Alexandrii, Port Said, Káhiru, ale také poušť. Tedy místa, kam částečně umístil děj Peera Gynta, aniž by je dříve navštívil. Na pozvání egyptského vicekrále se Ibsen zúčastnil také třítýdenní plavby po Nilu až k hranicím Núbie.
Drážďany: 1868–1875, druhé největší město v Sasku
Ibsen začal psát drama Císař a Galilejský (Kejser og Galilæer). Na výběr látky zřejmě působil jeho římský pobyt.
Léto roku 1870 Ibsen strávil v Kodani, kde se podruhé setkal s Heibergovou (umělecká ředitelka kodaňského Královského divadla). Zatímco byl Ibsen v Kodani, jeho žena se synem využívali léčivé prameny v krušnohorském Eichwaldu (dnešní Dubí). Sám Ibsen v Dubí zřejmě nebyl, ale je možné, že někdy navštívil Teplice. 
Itálie: 1878–1885
Teplicemi (respektive příběhem místního lékaře Eduarda Meissnera) byl inspirován k napsání hry Nepřítel lidu roku 1882. Ibsen žil opět v Římě, napsal čtyři hry, které nazval společenskými dramaty. Všechna způsobila rozruch. Šlo o hry Domeček pro panenky (Et dukkehjem), Strašidla (Gengangere), Nepřítel lidu (En folkefiende) a Divoká kachna (Vildanden). Většinu svých her dopisoval dramatik za svých letních pobytů v jižní Itálii nebo v Tyrolsku, kde často pobýval bez své rodiny.
Mnichov: 1885 (-1892), hlavní město Bavorska
Ibsen se odstěhoval zpátky do Mnichova. V létě podnikl také první delší návštěvu Norska, cestou se zastavil v Kristiánii, Trondheimu, Molde a Bergenu. Při těchto cestách čerpal inspiraci k hrám Rosmersholm a Hedda Gablerová (Hedda Gabler).
Saeby: 1887 (léto), městečko v Dánsku
Ibsen zatoužil po moři. Díky tomu se stala Paní z námoří (Fruen fra havet) jeho nejoptimističtější hrou.
Tyrolsko (Gossensass): 1889 (léto), spolková země na západě Rakouska
Při posledním pobytu se Ibsen seznámil s Vídeňankou Emilií Bardachovou. Platonický vztah k mladým dívkám silně poznamenal poslední období Ibsenovy tvorby. Motiv nenaplněné lásky se objevuje zvláště v hrách Stavitel Solness (Bygmester Solness) a v epilogu Když my mrtví procitneme (Når vi døde vågner).
Norsko: 1891–1906
V roce 1891 se Ibsen natrvalo vrátil do rodného Norska.